# سي سي إن بي
هي شهادة سيسكو المعتمدة في مجال تقنية المعلومات (سي سي إن بي) تعطى لشخص في صناعة تكنولوجيا المعلومات حقق مستوى مهني عالي ضمن شهادات سيسكو (حاسب آلي) ، وهو نوع من الشهادات المهنية لتكنولوجيا المعلومات التي أنشأتها أنظمة سيسكو ،  تعتبر أعلى شهادة تمنح لأخصائي عمليات الشبكة والمهندسين من قبل سيسكو.